# Château du Landeron
Le château du Landeron est un château de Suisse.

## Histoire
Le château a été construit dès 1325 dans le cadre de la fondation de du bourg du Landeron sur l'île du même nom entre la Grande et la Petite Thielle, île qui mesure environ 100 mètres à 170 mètres.

## Bâtiment
Les fondateurs ont choisi une place à l'intérieur des fortifications de la ville. Il s'agit d'un bâtiment d'environ trente mètres, qui domine les autres maisons dans du bourg et les dépasse d'un étage. Aujourd'hui, il forme avec la très étroite maison de la tour et les dépendances de la chambre de la question un complexe en forme de L autour de la cour adjacente à la porte du Nord, où il renforce les fortifications de la ville dans le coin nord-ouest. Le caractère défensif est renforcé par les meurtrières. Le bâtiment a été construit en pierre calcaire, qui est clairement visible sur les façades nord et l'ouest.

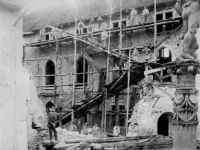
Rénovation en 1890.

Lors de la division des biens entre les communes politique et bourgeoise, le château est devenu la propriété de la corporation de Saint-Maurice (la commune bourgeoise est nommée d'après le patron de l'église), qui de 1889 à 1891 a entrepris des travaux de reconstruction. Les fenêtres néo-gothique du côté sud sont de cette période. le mur a également été remplacé, mur qui détermina la cour vers la rue par une balustrade en fer forgé. La tour d'angle marquante a été coupé au niveau de l'autre bâtiment.
La correction des eaux du Jura sécha les pilotis de la fondation, ce qui conduit à des tassements différents de l'édifice. Ceci et le grand âge du bâtiment a conduit à un besoin accru de l'entretien, qui pourrait été payé ni par l'utilisation communautaire et culturel, ni par les bénéfices de la forêt de la bourgeoisie. Par conséquent, il a été cédé en 2010 pour un prix symbolique à la commune.

## Utilisation

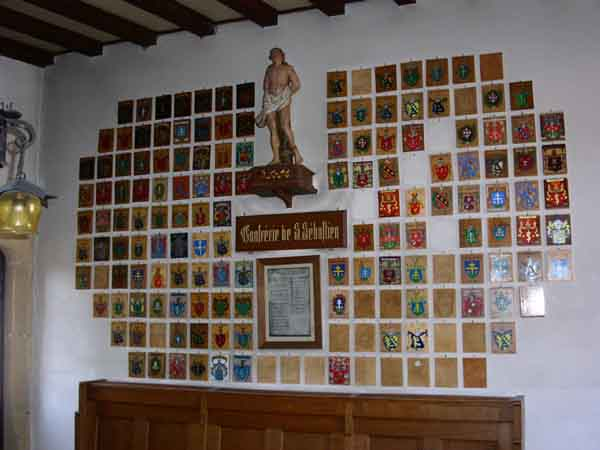
Salle de la question dans le château. Voici aujourd'hui les armes de famille des membres des confréries.

La grande salle au rez-de-chaussée et la cour ont été utilisées comme abris pour la population au cours de menace militaire ou d'un sinistre. À cette époque il y avait environ 60 ménages au bourg. Déjà un 1349, un premier feu a rasé la moitié de la ville et détruit la charte de la ville.
Aux XIVe et XVe siècles, le château abritait un logement pour le comte de Neuchâtel, dont il s'est servi lors des voyages dans la région. On y trouvait aussi les locaux de stockage des dîmes et des revenus de la châtellenie. À partir du XVIe siècle a été aussi construit une prison. Le roi de Prusse, Frédéric II donna le château en 1750 à la communauté, combiné avec la tâche d'entretenir la prison et la chambre de la question.
Au XXe siècle la salle au rez-de-chaussée fut utilisée pour des fêtes et manifestations, notamment par les deux confréries, tandis que le 1er étage servit en tant que théâtre et de cinéma.

## Défense
En plus des murs épais percés que par meurtrières et l'intégration dans l'enceinte du bourg, le château du Landeron fut protégé par un fortin (aujourd'hui école maternelle) et l'accès au moyen de trois ponts sur les canaux et la Petite Thielle. Du côté bernois, le pont sur la Grande Thielle a été conçu de sorte qu'on ait la possibilité de l'enlever et ainsi interrompre la route venant de Saint-Jean.

## Sources
1. 1 2  « Les Chateaux Suisses - Alles uber Schweizer Schlosser- Vues aeriennes de la… », sur swisscastles.ch (consulté le 6 mai 2023).
2. 1 2 3  « landeron.ch/monuments »(Archive.org • Wikiwix • Archive.is • Google • Que faire ?).
3. ↑  Information orale par Claude Pascal Ruedin, président de la corporation.
4. ↑  pour le théâtre, c.f. http://www.atrac.ch